# 2542 Кальпурнія
2542 Кальпурнія (2542 Calpurnia) — астероїд головного поясу, відкритий 11 лютого 1980 року.
Тіссеранів параметр щодо Юпітера — 3,202.